# Нилова испосница
Нилова испосница на Столбину (рус. Нило-Столобенская пустынь) православни је мушки манастир Руске православне цркве. Манастир се налази на маленом острву Столобни на језеру Селигер, на око 10 километара северније од града Осташкова (Осташковски рејон Тверске области).
Духовним оцем манастира сматра се пребодобни Нил Столбенски.

## Историјат
Године 1528. монах Нил (након смрти канонизован као Нил Столбенски) на у то доба изолованом острву Столобни подиже малену испосницу у којој је проводио време у посту и молитви. Непосредно пред своју смрт 1555. преподобни Нил је затражио од тадашњих црквених великодостојника да се на острву након његове смрти изгради манастирска испосница. После Нилове смрти на острво су почели да долазе бројни монаси и испосници, чиме је основана прва монашка заједница. Уз благослов Патријарха московског Јова године 1594. почела је градња мушког манастира. Оснивачем манастира сматра се јеромонах Герман.
Недуго по оснивању манастир Нилова испосница је постао један од најпознатијих и најпосећенијих верских објеката у том делу Русије. Године 1858. обала целог острва је утврђена и насута каменим материјалом. Почетком XX века у самом манастиру и суседном селу живело је скоро 1.000 људи, а у манастиру је у то време чак постојала и болница.
Након Октобарске револуције 1919. новоуспостављена бољшевичка власт је у више наврата директно конфисковала манастирска добра, међутим монаси су успели да сакрију мошти преподобног Нила и тако их спасе од уништења. Манастир је деловао до 1927. године када је и коначно национализован и затворен. Све до 1990. године манастирско имање је служило у различите сврхе, као поправни дом за малолетне деликвенте, потом као логор за пољске ратне заробљенике, болница, старачки дом и напослетку као хостел.
За то време већина манастирских објеката је разрушена. Цео манастирски комплекс је денационализован 1990. и враћен у посед Руске православне цркве. Мошти светог Нила враћене су у манастир 1995. године.
Године 2012. манастирско братство је бројало око 50 лица.
Манастирски комплекс се налази на листи културно-историјског наслеђа Руске Федерације.

## Манастирски комплекс
У оквиру Нилове испоснице постоје следеће грађевине:
- Богојављенска саборна црква — грађена од 1671. до 1833. године. Током комунистичке власти црква је готово у целости уништена и опљачкана, а оригинални иконостас је готово у целости изгубљен. Рестаурирана је 2006. године. У крипти храма почивају мошти преподобног Нила.
- Капија светих апостола Петра и Павла
- Капија преподобног Нила
- Црква Воздвижења Часног крста — налази се непосредно уз манастирски комплекс, и у њој се одржавају обреди крштења.
- Храм Свих Светих — најстарија грађевина у комплексу, данас готов у рушевинама.

Храмови Светог Јована Крститеља И Покрова Пресвете Богородице који су се налазили на месту некадашње Нилове испоснице су у целости порушени 1939. године, а цигле из њихових зидина су искориштене за градњу насипа којим је острво повезано са копном. У данашње време на том месту се врше археолошка ископавања.

## Галерија
- Богојављенска саборна црква
- Храм Часног Крста
- Капија преподобног Нила
- Иконостас Богојављењске цркве
- Позлаћене куполе главног храма